# Kauai County
Kauai County is een county in de Amerikaanse staat Hawaï. Het omvat de eilanden Kauai, Niihau, Lehua, and Kaula.
De county heeft een landoppervlakte van 1.612 km² en telt 58.463 inwoners (volkstelling 2000). De hoofdplaats is Lihue.